# Jammer
Das Wort Jammer stammt laut deutschem Herkunftswörterbuch des Dudens von einem westgermanischen Adjektiv, das wahrscheinlich lautmalerischer Herkunft ist und sich aus einem Schmerzruf entwickelt hat. Es ist mit der Zeit zu einem Substantiv geworden. Weitere Bezeichnungen in diesem Zusammenhang sind Traurigkeit, Herzeleid oder schmerzliches Verlangen. In dem Deutschen Wörterbuch von Jacob und Wilhelm Grimm wird darauf verwiesen, dass die begriffliche Ebene des Jammers mit Geschehnissen wie Bruch oder Schaden zu tun hat. Weitere Verbindungen sind zu den Begriffen Misere und Elend, Not und Armut herstellbar.

## Schimpfwörter
Es existieren im deutschen Sprachgebrauch vielfältige Einbindungen des Wortes „Jammer“ in Schimpfworte. So steht das „Jammerbild“ oder das Bild des Jammers für einen armen, elenden und bedauernswerten Menschen. Neben diesem mitleidsvollen Blick auf das Unglück, was so manch einem widerfährt, gibt es aber auch den gesellschaftlich abschätzigen Blick auf den „Jammerer“, die „Jammergestalt“ oder den „Jammerlappen“. Der Jammerlappen, ursprünglich eigentlich ein Tuch zum Abwischen der Tränen, ist das verächtlich gemeinte Schimpfwort für einen feigen, energielosen, wehleidigen Menschen. Er wird auch als „Jämmerling“ bezeichnet. Die „Jammertante“ ist hingegen eine Person, die ständig lamentiert und sich über Gott und die Welt beklagt. Ihr Pendant in Österreich ist der „Raunzer“. Aus dem neueren Sprachgebrauch stammt das Schimpfwort „Jammer-Ossi“. Die Wortschöpfung entstand aus der Sicht der Bevölkerung der westdeutschen Bundesländer und bezieht sich spöttisch-abschätzig auf die Bewohner der neuen Bundesländer, die mit ihrer sozialen, politischen und wirtschaftlichen Lage unzufrieden sind.

## Weiteres
Jean de La Fontaine zeichnet in seiner Fabel Der Esel und seine Herren das ironische Bild eines typischen Jammerers.